# Steven Horwitz
Steven "Steve" Horwitz (Detroit, Míchigan, 7 de febrero de 1964-Indianápolis, Indiana, 27 de junio de 2021) fue un economista estadounidense de la escuela austríaca.

## Educación y primeros años
Horwitz nació en Detroit, hijo de Ronald y Carol Horwitz. Se crio en Oak Park, Míchigan y se graduó de Berkley High School en 1981. Se graduó cum laude con un A.B. en Economía y Filosofía de la Universidad de Míchigan en 1985, donde participó en diversos grupos estudiantiles libertarios. También escribió y actuó en la Compañía de Comedia de los Domingos.
Recibió su M.A. (1987) y Ph.D. (1990) en Economía de la Universidad George Mason en Fairfax. En la George Mason,  estudió con Don Lavoie (quién presidió su comité de disertación), George Selgin, Karen Vaughn, James M. Buchanan, Don Boudreaux, y Richard E. Wagner.

## Historia profesional
En 1989, se unió al departamento de economía de Universidad de St. Lawrence en Canton, Nueva York. A partir de 1993, ocupó el puesto de Flora Irene Eggleston Chair in Economics. Fue promovido a profesor asociado en 1995 y a profesor titular en 2002. En 1999, fue galardonado con el premio anual Frank Piskor Lectureship, y en 2003 recibió el premio J. Calvin Keene, que reconoce estándares altos de integridad personal, enseñanza eficaz y preocupación moral.[cita requerida]  En 2007, fue elegido por sus colegas como uno de los seis Catedráticos Charles A. Dana en todo el campus.
En St. Lawrence, se desempeñó como Decano Adjunto de Primer Año desde el año 2001 hasta 2007, supervisando el Programa de Primer Año de la universidad. Tiene una reputación nacional como experto en programas que de aprendizaje vivencial y en enseñar habilidades de investigación y comunicación en alumnos de primer año. Fue también Director Interino del Centro para la Enseñanza y el Aprendizaje durante los años 2003/04.
Fue docente de larga data en los seminarios de verano del Institute for Humane Studies y la Foundation for Economic Education. En el verano de 2007, fue profesor visitante del Centro de Filosofía Social y Políticas Públicas de la Bowling Green State University en Bowling Green, Ohio. Fue también un profesor adjunto senior del Mercatus Center en la Universidad George Mason en Arlington, Virginia, donde lideró investigaciones reconocidas a lo largo del país sobre el rol de Wal-Mart y la Guardia Costera en la respuesta al Huracán Katrina. Fue también un Senior Fellow del Instituto Fraser en Canadá y fue miembro de la Sociedad Mont Pelerin desde 1996.
La mayor parte del trabajo profesional de Horwitz ha sido en el campo de la teoría monetaria y la macroeconomía desde la perspectiva de la escuela austríaca. Su libro Microfoundations and Macroeconomics: An Austrian Perspective es el que mejor ha resumido su trabajo. También ha hecho aportes sustantivos a la economía Austríaca, la historia de pensamiento económico y el pensamiento social de Friedrich Hayek. En los últimos años, estuvo explorando la economía y la teoría social de la familia. Su trabajo Carta Abierta a Mis Amigos de Izquierda, publicado en septiembre del 2008 fue un análisis liberal ampliamente leído sobre la crisis de hipotecas estadounidense y ha sido traducido a cinco idiomas.
Se identificaba como bleeding-heart libertarian y fue un colaborador regular del blog Bleeding Heart Libertarians. También escribía en el blog Coordination Problem. Por otra parte, respaldaba el concepto de liberalismo vulgar de Kevin Carson defendiendo que un mercado auténticamente libre luciría muy distinto a la economía actual, pero se mostraba escéptico con la visión del libertarismo de izquierda, más por el grado que por la dirección.

## Libros y monografías

### Como autor
- Monetary Evolution, Free Banking, and Economic Order, (Westview Press, 1992) ISBN 0-8133-8514-8.
- 'Of Human Action but not Human Design’: Liberalism in the Tradition of the Scottish Enlightenment, 1999 Annual Frank P. Piskor Lecture, (St. Lawrence University, 2000) ASIN: B0006RFQ0G.
- Microfoundations and Macroeconomics: An Austrian Perspective, (Routledge, 2000) ISBN 0-415-19762-7. Co-ganador del Premio Smith en Economía Austríaca del 2001 por la mejor contribución a la economía Austríaca publicada en los últimos tres años.

## Artículos seleccionados

### Como autor o coautor
- “Beyond Equilibrium Economics:  Reflections on the Uniqueness of the Austrian Tradition”, (con Peter J. Boettke and David L. Prychitko), Market Process, 4 (2), otoño de 1986, pp. 6–9, 20-25.
- “Competitive Currencies, Legal Restrictions, and the Origins of the Fed:  Some Evidence from the Panic of 1907,” Southern Economic Journal, 56 (3), enero de 1990, pp. 639–49.
- “Monetary Exchange as an Extra-Linguistic Social Communication Process,” Review of Social Economy, 50 (2), verano de 1992, pp. 193–214.
- “Money, Money Prices, and the Socialist Calculation Debate,” Advances in Austrian Economics, 3, 1996, pp. 59–77.
- “Capital Theory, Inflation, and Deflation:  The Austrians and Monetary Disequilibrium Theory Compared,” Journal of the History of Economic Thought, 18 (2), otoño 1996, pp. 287–308.
- “Monetary Calculation and Mises’s Critique of Planning,” History of Political Economy, 30 (3), otoño 1998, pp. 427–50.
- “From The Sensory Order to the Liberal Order: Hayek’s Non-rationalist Liberalism,” Review of Austrian Economics, 13 (1), marzo de 2000, pp. 23–40.
- “From Smith to Menger to Hayek: Liberalism in the Spontaneous Order Tradition,” The Independent Review, 6 (1), verano 2001, pp 81–97.
- “The Costs of Inflation Revisited,” Review of Austrian Economics, 16 (1), marzo de 2003, pp. 77–95.
- “The Functions of the Family in the Great Society,” Cambridge Journal of Economics, 29 (5), septiembre de 2005, pp. 669–84.
- “Heterogeneous Human Capital, Uncertainty, and the Structure of Plans: A Market Process Approach to Marriage and Divorce” (con Peter Lewin), Review of Austrian Economics, 21 (1), marzo de 2008, pp. 1–21.
- “Making Hurricane Response More Effective: Lessons from the Private Sector and the Coast Guard During Katrina” Policy Comment #17, Mercatus Center, Washington D. C., 19 de marzo de 2008.
- Horwitz, Steven (2008). «Hoover's Economic Policies».  En David R. Henderson (ed.), ed. Concise Encyclopedia of Economics (2ª edición). Indianapolis: Library of Economics and Liberty. ISBN 978-0865976658. OCLC 237794267.